# 3C 196
3C 196 (również Lynx A) – kwazar znajdujący się w konstelacji Rysia. Jego nazwa oznacza, że jest to 196. obiekt Trzeciego Katalogu Radioźródeł Uniwersytetu w Cambridge, opublikowanego w 1959 roku.
Z wcześniejszych badań wykonanych na falach krótkich wynikało, że jest to obiekt posiadający bogatą strukturę wewnętrzną. Kwazar ten był wcześniej obserwowany jako jedna, rozmyta plama. Dzięki połączeniu niemieckich i holenderskich stacji interferometru LOFAR (Low Frequency Array for radio astronomy) możliwym stało się rozróżnienie części składowych odległego kwazara w paśmie fal metrowych o długości 4-10 metrów. Połączenie danych pochodzących z trzech stacji badawczych zainstalowanych w Niemczech wytworzyło obraz, na którym kwazar rozdziela się na kilka wyraźnych podstruktur.